# فرودگاه منطقه‌ای براونوود
فرودگاه منطقه‌ای براونوود (به انگلیسی: Brownwood Regional Airport) یک فرودگاه همگانی و نظامی با کد یاتا BWD است که یک باند فرود آسفالت دارد و طول باند آن ۱۴۰۱ متر است. این فرودگاه در شهر براونوود، تگزاس کشور ایالات متحده آمریکا قرار دارد و در ارتفاع ۴۲۳ متری از سطح دریا واقع شده‌است.